# Station Málaga-Centro-Alameda
Station Málaga-Centro-Alameda is een station van de Cercanías Málaga. Het is gelegen in het centrum van de Spaanse stad Málaga.
De lijnen C-1 en C-2 stoppen aan dit station. Het station is in 1975 geopend aan de Calle Cuarteles.
Van oktober 2007 tot maart 2010 is het station totaal gerenoveerd. Er is een nieuwe ingang aanwezig aan de Avenida de Andalucía.